# William Jameson
William Jameson, noto anche come Gulielmo Jameson (Edimburgo, 1796 – Quito, 1873), è stato un botanico scozzese-ecuadoregno.

## Biografia
Jameson studiò presso il Royal College of Surgeons di Edimburgo. Come chirurgo di bordo, compì numerosi viaggi, inizialmente alla baia di Baffin, quindi in Sud America.
Nel 1826 si stabilì a Quito, in Ecuador. Ottenne la nomina a professore di Chimica e Botanica all'Universidad Central del Ecuador.
Nel 1869, per breve tempo, fece ritorno a Edimburgo, ma nel 1872 ritornò definitivamente a Quito, dove poco tempo dopo morì.

## Attività scientifica
Jameson compì ricerche botaniche e raccolse campioni in Groenlandia, Ecuador e in altri paesi del Sud America.
Incominciò a scrivere un lavoro sulla flora dell'Ecuador, Synopsis Plantarum Aequatoriensium, che però rimase incompiuto; di esso furono pubblicati i volumi 1 e 2 nel 1865.

## Onorificenze
In onore di Jameson è stata denominata la Gallinago jamesoni (beccacino di Jameson).